# Em Nome da Justiça
Em Nome da Justiça é um programa investigativo que foi exibido nas noites de quinta-feira pela RecordTV. O programa também é exibido aos sábados a noite pelo canal AXN.A atração é apresentada por Luiz Bacci e pela criminóloga Ilana Casoy.

## O Programa
A cada episódio, serão analisados casos que chocaram o Brasil, contendo todos os detalhes e também as decisões judiciais que até hoje geram polêmica, sendo eles apresentados por Luiz Bacci e tendo os comentários de Ilana Casoy, que dará o veredicto se considera o suposto culpado ou inocente através de suas entrevistas.

## Episódios
| Número | Data de Exibição                 | O Caso |
| ------ | -------------------------------- | --- |
| 1      | 30 de janeiro de 2020            | Dois ciganos, a mãe, Vera Petrovitch e o filho dela, Pero, foram acusados pelo assassinato da menina Giovanna dos Reis Costa, de 9 anos, em Quatro Barras, na Grande Curitiba. Eles ficaram presos por cinco anos até ir a julgamento. No tribunal, o caso ganhou outro rumo. |
| 2      | 6 de fevereiro de 2020           | Um grupo de policiais encontram 100 pinos de cocaína no carro do comerciante José Luiz Bueno, morador de Roseira, no interior de São Paulo. Para a polícia, a prova era mais que suficiente e ele foi preso. Mas a esposa do acusado acreditou em sua inocência. |
| 3      | 13 de fevereiro de 2020          | Bárbara acabou sendo presa após ter sido acusada de ter participação em uma quadrilha que agia realizando assaltos, a acusação se deu pela jovem ter presenciado um assalto a luz do dia que foi promovido pela quadrilha. Desde então ela se tornou alvo da polícia pela suspeita que ela tinha algum tipo de envolvimento no assalto ocorrido na data a qual estava no lugar errado e na hora errada, tudo isso custou dias de angustia para a jovem que acabou sendo presa. |
| 4      | 20 de fevereiro de 2020          | Um Coronel e um esquadrão da PM são os principais suspeitos de cometerem chacinas. O caso ocorrido em Curitiba deixou a capital do Paraná em pânico, várias mortes ocorridas numa verdadeira chacina acabaram levando até pessoas que em tese deveriam manter a população em segurança. |
| 5      | 27 de fevereiro de 2020          | Uma família que parecia feliz é destruída após um fato sinistro. O pai é preso no meio do expediente e a melhor amiga da mãe começa a morar na casa. O que está por trás dessa história? |
| 6      | 5 de março de 2020               | Depois de uma gestação saudável, a segunda filha de Daniele, Victoria, nasce prematura e frágil. Com pouco mais de um ano de idade, ela sofre convulsões, desmaios e, após passar muito mal, é levada ao pronto socorro e morre. A médica acusa Daniele de ter matado a filha com doses elevadas de cocaína na mamadeira. A mãe é presa e não tem a chance de enterrar Victória. |
| 7      | 12 de março de 2020              | Damaris Nozaki de Souza, assassinada com facadas em São Miguel Arcanjo, no interior de São Paulo, em julho de 2013. O ex-marido, Juraci Damasceno, foi acusado de ser o autor do crime pela polícia e Ministério Público com base no depoimento de uma testemunha. O filho do casal, que tinha uma passagem pela fundação casa por envolvimento com drogas, também foi indiciado. Depois de três anos em prisão preventiva, Juraci foi absolvido. Num novo julgamento em 2019, Juraci foi inocentado.                                                                             |
| 8      | 19 de março - 4 de junho de 2020 | Não foi exibido nesse período devido a cobertura especial da RecordTV sobre a pandemia do novo coronavirus. |
| 9      | 11 de junho de 2020              | Vanessa foi brutalmente assassinada ao voltar para casa. Renato Brito, ex-companheiro dela, pai de um dos seus filhos, é preso acusado de ter matado a mulher e diz ter sido torturado para confessar o crime. Dois amigos do ex-marido da jovem também são acusados e vão a julgamento. Dois anos depois, uma reviravolta: Leandro Basílio Rodrigues, o “Maníaco de Guarulhos”, conta que matou mais de 50 mulheres, dentre elas, Vanessa. Ele relata detalhes do local, a forma que matou a moça e até o véu que deixou sobre seu rosto.                                        |
| 10     | 18 de junho de 2020              | Uma série de estupros que apavorou os moradores de Belford Roxo, na Baixada Fluminense, entre 2012 e 2013. Os crimes levaram à prisão o dentista André Luiz Cardoso, mas a investigação tem algumas falhas e o acusado tenta provar sua inocência. Pelo menos sete vítimas procuram a polícia. Em outubro de 2013, Cardoso, na época com 26 anos, é detido. Além do retrato falado passado por algumas vítimas, uma delas dá também informações que apontam para o carro dele. Por causa do tipo de crime, ele fica numa cela isolada e não pode receber nem a visita da família. |
| 11     | 25 de junho de 2020              | Enquanto a vítima de um assalto identifica o suposto criminoso a partir de uma foto, o acusado garante que é inocente e tem como provar. |
| 12     | 2 de julho de 2020               | Dono de uma oficina de reciclagem, Alexandre tem uma picape branca e o carro é apontado por uma vítima como o veículo usado no crime. Falhas da investigação logo surgem. “As vítimas relatavam que a pessoa era um branco, magro e alto. E eles prendem um negro”, conta o acusado. A família de Alexandre decide, então, investigar por conta própria e inicia uma dura batalha na justiça para provar sua inocência. |
| 13     | 9 de julho de 2020               | A polícia foi acionada quando a vítima conseguiu localizar o veículo. Jeyson, que estava próximo, observando o carro, é levado preso. Sílvio afirma que reconheceu o assaltante, mas ele jura inocência e diz que estava ali apenas por curiosidade. A família se une para provar a inocência do rapaz. Procura ajuda entre amigos e vizinhos. Nessa busca, descobre uma câmera de segurança que flagrou o carro chegando na rua, prova que pode ser decisiva para o caso. |
| 14     | 16 de julho de 2020              | Criminosos renderam os funcionários e levaram R$ 70 mil que seriam usados para o Thiago Brum pagamento de salários. A suspeita é de que Rafael Dutra, um dos técnicos de instalação, teria vazado informações da companhia. Os colegas de trabalho desconfiam dele e, ao investigá-lo, encontram, nas redes sociais do rapaz uma foto dele com Thiago Brum, que seria um dos assaltantes. Mas ambos negam qualquer envolvimento no crime. |

## Segunda temporada
Em 22 de janeiro de 2022, o canal AXN estreou a segunda temporada do programa, com exibição nas noites de sábado.

## Audiência
O primeiro episódio obteve 6.5 pontos, elevando os índices do horário nobre, porém ficou em terceiro lugar, sendo superado pelo Programa do Ratinho, do SBT.